# 경계 (위상수학)

일반위상수학에서 위상 공간 {\displaystyle X} 의 한 부분집합 {\displaystyle E}의 경계(境界, 영어: boundary,the surface of interface)란 E의 가장자리를 둘러싸는 테두리를 말한다.

## 정의
위상 공간 {\displaystyle X}의 부분공간 {\displaystyle Y\subset X}의 경계 {\displaystyle \partial Y\subset X}는 다음 성질을 만족시키는 점 {\displaystyle x\in X}들의 집합이다.
{\displaystyle x}의 모든 근방 {\displaystyle N\ni x}에 대하여, {\displaystyle N\cap Y\neq \varnothing }이며 {\displaystyle N\setminus Y\neq \varnothing }이다.

## 성질
경계는 다음과 같이 폐포 연산으로 나타낼 수 있다.
{\displaystyle \partial Y=\operatorname {cl} Y\setminus \operatorname {int} Y=\operatorname {cl} Y\cap \operatorname {cl} (X\setminus Y)}
여기서 {\displaystyle \operatorname {cl} }은 폐포, {\displaystyle \operatorname {int} }는 내부를 의미한다.
경계와 집합 연산 (합집합과 교집합) 사이에는 다음과 같은 관계가 있다.
- {\displaystyle \partial (A\cup B)\subseteq \partial A\cup \partial B}
- {\displaystyle \partial (A\cap B)\subseteq \partial A\cup \partial B}

## 같이 보기
- 내부 (위상수학)
- 외부 (위상수학)